# Campeonato Mundial de Natação em Piscina Curta de 2018 - 100 m livre feminino
A prova dos 100 metros nado livre feminino do Campeonato Mundial de Natação em Piscina Curta de 2018 foi disputado entre 12 e 13 de dezembro de 2018, no Hangzhou Sports Park Stadium, em Hangzhou, na China. 

## Recordes
Antes desta competição, os recordes mundiais e do campeonato nesta prova eram os seguintes:
|                       | Nome            | Nacionalidade | Tempo | Local    | Data                  |
| --------------------- | --------------- | ------------- | ----- | -------- | --------------------- |
| Recorde mundial       | Cate Campbell   | Austrália     | 50.25 | Adelaide | 26 de outubro de 2017 |
| Recorde do campeonato | Femke Heemskerk | Países Baixos | 51.37 | Doha     | 5 de dezembro de 2014 |

Os seguintes recordes mundiais ou do campeonato foram estabelecidos durante esta competição: 
| Data           | Evento | Nome                | Nacionalidade | Tempo | Notas                 |
| -------------- | ------ | ------------------- | ------------- | ----- | --------------------- |
| 13 de dezembro | Final  | Ranomi Kromowidjojo | Países Baixos | 51.14 | Recorde do campeonato |

## Medalhistas
| Ouro                      | Prata                 | Bronze                  |
| Ranomi Kromowidjojo (NED) | Femke Heemskerk (NED) | Mallory Comerford (USA) |

## Resultados

### Eliminatórias
As eliminatórias ocorreram dia 12 de dezembro com um total de 97 nadadoras. 
| Colocação | Bateria | Raia | Nadadora               | Nacionalidade                   | Tempo   | Notas |
| --------- | ------- | ---- | ---------------------- | ------------------------------- | ------- | ----- |
| 1         | 10      | 6    | Mallory Comerford      | Estados Unidos                  | 52.18   | Q     |
| 2         | 9       | 4    | Femke Heemskerk        | Países Baixos                   | 52.27   | Q     |
| 3         | 8       | 4    | Michelle Coleman       | Suécia                          | 52.37   | Q     |
| 4         | 10      | 5    | Larissa Oliveira       | Brasil                          | 52.87   | Q     |
| 5         | 10      | 4    | Ranomi Kromowidjojo    | Países Baixos                   | 52.93   | Q     |
| 6         | 8       | 8    | Barbora Seemanová      | Chéquia                         | 52.94   | Q     |
| 7         | 9       | 5    | Lia Neal               | Estados Unidos                  | 52.99   | Q     |
| 8         | 8       | 3    | Mariia Kameneva        | Rússia                          | 53.00   | Q     |
| 9         | 10      | 2    | Erin Gallagher         | África do Sul                   | 53.09   | Q     |
| 10        | 8       | 5    | Federica Pellegrini    | Itália                          | 53.17   | Q     |
| 11        | 10      | 3    | Zhu Menghui            | China                           | 53.20   | Q     |
| 12        | 9       | 3    | Anika Apostalon        | Chéquia                         | 53.21   | Q     |
| 13        | 8       | 7    | Tomomi Aoki            | Japão                           | 53.54   | Q     |
| 14        | 10      | 7    | Annika Bruhn           | Alemanha                        | 53.61   | Q     |
| 15        | 9       | 6    | Veronika Andrusenko    | Rússia                          | 53.80   | Q     |
| 16        | 9       | 2    | Carla Buchanan         | Austrália                       | 53.82   | Q     |
| 17        | 9       | 9    | Isabella Arcila        | Colômbia                        | 53.88   | R     |
| 18        | 8       | 6    | Lidón Muñoz            | Espanha                         | 53.96   | R     |
| 19        | 9       | 1    | Lena Kreundl           | Áustria                         | 54.10   |       |
| 20        | 8       | 2    | Wang Jingzhuo          | China                           | 54.26   |       |
| 21        | 10      | 1    | Manuella Lyrio         | Brasil                          | 54.38   |       |
| 22        | 9       | 0    | Neza Klancar           | Eslovênia                       | 54.55   |       |
| 23        | 10      | 8    | Susann Bjørnsen        | Noruega                         | 54.65   |       |
| 24        | 8       | 0    | Nastassia Karakouskaya | Bielorrússia                    | 55.01   |       |
| 25        | 9       | 7    | Mimosa Jallow          | Finlândia                       | 55.11   |       |
| 26        | 8       | 1    | Sze Hang Yu            | Hong Kong                       | 55.37   |       |
| 27        | 7       | 5    | Jasmine Alkhaldi       | Filipinas                       | 55.38   |       |
| 28        | 7       | 3    | Natthanan Junkrajang   | Tailândia                       | 55.44   |       |
| 29        | 7       | 4    | Elisbet Gámez Matos    | Cuba                            | 55.50   |       |
| 30        | 8       | 9    | Barbora Mikuskova      | Eslováquia                      | 55.52   |       |
| 31        | 10      | 0    | Selen Özbilen          | Turquia                         | 55.62   |       |
| 32        | 7       | 2    | Karen Torrez           | Bolívia                         | 55.64   |       |
| 33        | 10      | 9    | Gabriela Ņikitina      | Letônia                         | 55.81   |       |
| 34        | 9       | 8    | Paige Flynn            | Nova Zelândia                   | 55.85   |       |
| 35        | 7       | 6    | Ko Miso                | Coreia do Sul                   | 55.90   |       |
| 36        | 7       | 1    | Lushavel Stickland     | Samoa                           | 56.19   |       |
| 37        | 2       | 8    | Felicity Passon        | Seicheles                       | 56.47   |       |
| 38        | 3       | 5    | Pak Mi-song            | Coreia do Norte                 | 56.89   |       |
| 39        | 7       | 7    | Jessica Cattaneo       | Peru                            | 56.97   |       |
| 40        | 7       | 0    | Inés Remersaro         | Uruguai                         | 57.05   |       |
| 41        | 6       | 5    | Bayan Jumah            | Síria                           | 57.07   |       |
| 42        | 6       | 6    | Ines Marin             | Chile                           | 57.08   |       |
| 43        | 6       | 4    | Matelita Buadromo      | Fiji                            | 57.14   |       |
| 44        | 6       | 2    | Tonia Papapetrou       | Chipre                          | 57.16   |       |
| 45        | 7       | 9    | Francesca Falzon Young | Malta                           | 57.35   |       |
| 46        | 6       | 8    | Elodie Poo-cheong      | Ilhas Maurícias                 | 57.66   |       |
| 47        | 6       | 3    | Jeanne Boutbien        | Senegal                         | 57.75   |       |
| 48        | 6       | 7    | Shivani Kataria        | Índia                           | 57.76   |       |
| 49        | 6       | 1    | Elisabeth Timmer       | Aruba                           | 58.00   |       |
| 50        | 6       | 0    | Mónica Ramírez         | Andorra                         | 58.06   |       |
| 51        | 5       | 4    | Enkhkhuslen Batbayar   | Mongólia                        | 58.10   |       |
| 52        | 3       | 2    | Ariel Weech            | Bahamas                         | 58.13   |       |
| 53        | 5       | 5    | Ani Poghosyan          | Armênia                         | 58.14   |       |
| 54        | 7       | 8    | Gabriela Santis        | Guatemala                       | 58.22   |       |
| 55        | 5       | 6    | Nikol Merizaj          | Albânia                         | 58.82   |       |
| 56        | 1       | 7    | María Hernández        | Nicarágua                       | 59.07   |       |
| 57        | 5       | 7    | Kaya Forson            | Gana                            | 59.24   |       |
| 58        | 5       | 3    | Mariam Imnadze         | Geórgia                         | 59.65   |       |
| 59        | 6       | 9    | Noura Mana             | Marrocos                        | 59.73   |       |
| 60        | 1       | 2    | Savindi Jayaweera      | Sri Lanka                       | 1:00.07 |       |
| 61        | 1       | 5    | María Castillo         | Panamá                          | 1:00.15 |       |
| 62        | 5       | 2    | Imara-Bella Thorpe     | Quênia                          | 1:00.21 |       |
| 63        | 3       | 9    | Bisma Khan             | Paquistão                       | 1:00.32 |       |
| 64        | 3       | 4    | Olivia Fuller          | Antilhas Holandesas             | 1:00.86 |       |
| 65        | 4       | 5    | Leedia Alsafadi        | Jordânia                        | 1:01.00 |       |
| 66        | 3       | 6    | Dirngulbai Misech      | Palau                           | 1:01.50 |       |
| 67        | 5       | 0    | Lidia Boguslawska      | Ilhas Virgens Americanas        | 1:01.79 |       |
| 68        | 5       | 1    | Fjorda Shabani         | Kosovo                          | 1:02.09 |       |
| 69        | 2       | 9    | Araoluwa Oyetunji      | Nigéria                         | 1:02.34 |       |
| 70        | 4       | 2    | Georgia-Leigh Vele     | Papua-Nova Guiné                | 1:02.59 |       |
| 71        | 3       | 3    | Alicia Mateus          | Moçambique                      | 1:02.80 |       |
| 72        | 4       | 4    | Ssubi Katumba          | Uganda                          | 1:03.36 |       |
| 73        | 2       | 6    | Tisa Shakya            | Nepal                           | 1:03.81 |       |
| 74        | 4       | 6    | Ammara Pinto           | Malawi                          | 1:03.96 |       |
| 75        | 5       | 9    | Mineri Kurotori Gomez  | Guam                            | 1:04.06 |       |
| 76        | 3       | 1    | Danielle George        | Guiana                          | 1:04.20 |       |
| 77        | 1       | 1    | Charissa Panuve        | Tonga                           | 1:04.80 |       |
| 77        | 4       | 3    | Samantha Rakotovelo    | Madagáscar                      | 1:04.80 |       |
| 79        | 5       | 8    | Catarina Ferreira      | Cabo Verde                      | 1:05.25 |       |
| 80        | 1       | 3    | Anastasiya Tyurina     | Tajiquistão                     | 1:05.27 |       |
| 81        | 2       | 4    | Anna-Sica Guerard      | Togo                            | 1:05.51 |       |
| 82        | 4       | 7    | Dania Nour             | Palestina                       | 1:05.72 |       |
| 83        | 2       | 5    | Amantle Mogara         | Botswana                        | 1:06.48 |       |
| 84        | 2       | 2    | Larissa Joassaint      | Haiti                           | 1:07.23 |       |
| 85        | 2       | 3    | Alaa Binrajab          | Bahrein                         | 1:07.85 |       |
| 86        | 4       | 1    | Taeyanna Adams         | Estados Federados da Micronésia | 1:08.41 |       |
| 87        | 4       | 8    | Senamile Dlamini       | Essuatíni                       | 1:08.54 |       |
| 88        | 3       | 7    | Jin Ju Thompson        | Marianas Setentrionais          | 1:09.05 |       |
| 89        | 2       | 7    | Alex Maclaren          | Turcas e Caicos                 | 1:10.46 |       |
| 90        | 4       | 0    | Laraïba Seibou         | Benim                           | 1:10.94 |       |
| 91        | 4       | 9    | Evalyn Tome            | Ilhas Salomão                   | 1:19.98 |       |
| 92        | 3       | 0    | Haneen Ibrahim         | Sudão                           | 1:20.27 |       |
| 93        | 1       | 6    | Odrina Kaze            | Burundi                         | 1:22.10 |       |
| 94        | 3       | 8    | Imelda Ximenes         | Timor-Leste                     | 1:23.07 |       |
| 95        | 1       | 4    | Fatoumata Konate       | Mali                            | DNS     |       |
| 95        | 2       | 1    | Lidwine Umuhoza Uwase  | Ruanda                          | DNS     |       |
| 97        | 2       | 0    | Laurence Mokope        | República Centro-Africana       | DSQ     |       |

### Semifinal
A semifinal ocorreu dia 12 de dezembro. 
Semifinal 1
| Colocação | Raia | Nadadora            | Nacionalidade | Tempo | Notas |
| --------- | ---- | ------------------- | ------------- | ----- | ----- |
| 1         | 4    | Femke Heemskerk     | Países Baixos | 51.84 | Q     |
| 2         | 3    | Barbora Seemanová   | Chéquia       | 52.71 | Q     |
| 3         | 6    | Maria Kameneva      | Rússia        | 52.85 | R     |
| 4         | 2    | Federica Pellegrini | Itália        | 52.86 | R     |
| 5         | 5    | Larissa Oliveira    | Brasil        | 52.98 |       |
| 6         | 7    | Anika Apostalon     | Chéquia       | 53.14 |       |
| 7         | 8    | Carla Buchanan      | Austrália     | 53.68 |       |
| 8         | 1    | Annika Bruhn        | Alemanha      | 53.75 |       |

Semifinal 2
| Colocação | Raia | Nadadora            | Nacionalidade  | Tempo | Notas |
| --------- | ---- | ------------------- | -------------- | ----- | ----- |
| 1         | 3    | Ranomi Kromowidjojo | Países Baixos  | 51.95 | Q     |
| 2         | 7    | Zhu Menghui         | China          | 52.04 | Q     |
| 3         | 5    | Michelle Coleman    | Suécia         | 52.18 | Q     |
| 4         | 4    | Mallory Comerford   | Estados Unidos | 52.36 | Q     |
| 5         | 6    | Lia Neal            | Estados Unidos | 52.69 | Q     |
| 6         | 2    | Erin Gallagher      | África do Sul  | 52.70 | Q,    |
| 7         | 1    | Tomomi Aoki         | Japão          | 53.27 |       |
| 8         | 8    | Veronika Andrusenko | Rússia         | 53.35 |       |

### Final
A final foi realizada em 13 de dezembro. 
| Colocação         | Raia | Nadadora            | Nacionalidade  | Tempo | Notas                 |
| ----------------- | ---- | ------------------- | -------------- | ----- | --------------------- |
| Medalha de ouro   | 5    | Ranomi Kromowidjojo | Países Baixos  | 51.14 | Recorde do campeonato |
| Medalha de prata  | 4    | Femke Heemskerk     | Países Baixos  | 51.60 |                       |
| Medalha de bronze | 2    | Mallory Comerford   | Estados Unidos | 51.63 | Recorde da América    |
| 4                 | 6    | Michelle Coleman    | Suécia         | 52.24 |                       |
| 5                 | 3    | Zhu Menghui         | China          | 52.40 |                       |
| 6                 | 8    | Barbora Seemanová   | Chéquia        | 52.46 | Recorde nacional      |
| 7                 | 7    | Lia Neal            | Estados Unidos | 52.50 |                       |
| 8                 | 1    | Erin Gallagher      | África do Sul  | 53.14 |                       |

Legenda
| Recorde mundial       | Recorde mundial (World record)               |                       | Recorde africano                      | Recorde africano (African) |                                           | Q | Classificado por posição (Qualified) |
| Recorde do campeonato | Recorde do campeonato (Championship record)  | Recorde da América    | Recorde da América (Americas)         | q                          | Classificado por melhor tempo (Qualified) |   |                                      |
| Melhor marca do ano   | Melhor marca do ano (World leading)          | Recorde asiático      | Recorde asiático (Asian)              | DNS                        | Não largou (Did not start)                |   |                                      |
| Recorde nacional      | Recorde nacional (National record)           | Recorde europeu       | Recorde europeu (European)            | DNF                        | Não terminou (Did not finish)             |   |                                      |
| Recorde pessoal       | Recorde pessoal do atleta (Personal best)    | Recorde da Oceania    | Recorde da Oceania (Oceania)          | DSQ / DQ                   | Desclassificado (Disqualified)            |   |                                      |
| Recorde da temporada  | Recorde da temporada do atleta (Season best) | Recorde sul-americano | Recorde sul-americano (South America) | NM                         | Sem marca (No mark)                       |   |                                      |